# Rejon sarneński (1940–2020)
Rejon sarneński – jednostka administracyjna wchodząca w skład obwodu rówieńskiego Ukrainy.
Siedzibą władz rejonu jest miasto Sarny. Rejon obejmuje powierzchnię 1970 km² i liczy 104 272 mieszkańców (2019).

## Spis miejscowości
- Aleksiejówka (Олексіївка)
- Bielatycze (Білятичі)
- Butejki (Бутейки)
- Cepcewicze (Цепцевичі)
- Czabel (Чабель)
- Czemerne (Чемерне)
- Czudel (Чудель)
- Dołhe (Довге)
- Dubky (Дубки)
- Dubniaky (Дубняки)
- Dworzec (Двірець)
- Fedoriwka (Федорівка)
- Głuszyca (Глушиця)
- Głuszyckie (Глушицьке)
- Hranitne (Гранітне)
- Hrusziwka (Грушівка)
- Huta-Perejma (Гута-Перейма)
- Iwaniwka (Іванівка)
- Jabłonka (Яблунька)
- Jarynówka (Яринівка)
- Jasnogórka (Ясногірка)
- Kałyniwka (Калинівка)
- Kamienne Słuczańskie (Кам'яне-Случанське)
- Karasin (Карасин)
- Karpiłówka (Карпилівка)
- Katarzynówka (Катеринівка)
- Klesów (Клесів)
- Klesów (Клесів)
- Konstantynówka (Костянтинівка)
- Kopyszcze (Копище)
- Korost (Корост)
- Kryczylsk (Кричильськ)
- Kuźmiwka (Кузьмівка)
- Lubikowicze (Любиковичі)
- Luchcza (Люхча)
- Marianówka (Мар'янівка)
- Masłopuszcza (Маслопуща)
- Mielnica (Мельниця)
- Niemowicze (Немовичі)
- Niemowicze (Немовичі)
- Obórki (Обірки)
- Odrynky (Одринки)
- Orłówka (Орлівка)
- Podhurnik (Підгірник)
- Polana (Поляна)
- Puhacz (Пугач)
- Remczyce (Ремчиці)
- Rudnia Karpiłowska (Рудня-Карпилівська)
- Sarny (Сарни)
- Sieliszcze (Селище)
- Stepań (Степань)
- Straszów (Страшеве)
- Strzelsk (Стрільськ)
- Trudy (Труди)
- Tryskinie (Тріскині)
- Tutowicze (Тутовичі)
- Tynne (Тинне)
- Ubereż (Убереж)
- Uhły (Угли)
- Werbcze Małe (Мале Вербче)
- Werbcze Wielkie (Велике Вербче)
- Wołosza (Волоша)
- Wyrka (Вирка)
- Wyry (Вири)
- Wysowe (Висове)
- Zariwja (Зарів'я)
- Znosicze (Зносичі)